# Гомес Нойя, Франсиско Хавьер
Франсиско Хавьер Гомес Нойя (исп. Francisco Javier Gómez Noya; род. 25 марта 1983, Базель) — испанский триатлонист, победитель чемпионата мира по триатлону ITU, Кубка мира, серебряный призёр Олимпийских игр 2012 года, победитель многочисленных соревнований по триатлону.

## Биография
Франсиско Хавьер Гомес Нойя вскоре после своего рождения в Базеле вместе с родителями вернулся обратно в Испанию. В настоящее время проживает в городе Ферроль, Галисия.
Первым видом спорта для Хавьера стал футбол. Однако по выходным будущий триатлет любил кататься на горном велосипеде вместе с братом и отцом.
Когда Хавьеру было 11 лет, вместе со школьным другом ради интереса он записался в плавательную школу, хотя сам едва умел держаться на воде. Здесь он познакомился с Хосе Риосеко, который до сих пор остается его тренером по плаванию.
Вскоре он начал выигрывать чемпионаты Галисии по плаванию в детской и юношеской категориях в различных стилях и на разных дистанциях. Становится финалистом чемпионата Испании.
В 1998 году он открывает для себя триатлон — и в возрасте 15 лет дебютирует в олимпийском триатлоне в городе Кастрополь (Астуриас). Без тренировок в велогонках и беге занимает второе место в юношеской категории. Хавьер решает посвятить себя триатлону и начинает тренироваться в велогонках и кроссе. Он выигрывает практически все соревнования, в которых участвует, многократно становится абсолютным чемпионом страны в юношеской категории.
В декабре 1999 года в рамках отборочного этапа юношеских соревнований в Мадриде у Хавьера обнаруживают сердечную аномалию. Из-за этого он лишается международной лицензии и отныне может принимать участие только в домашних соревнованиях по триатлону.
Хотя на родине он и выигрывает одно соревнование за другим, Хавьер всячески старается вернуть свою международную лицензию. Это ему удается сделать лишь в 2003 году благодаря помощи известного британского врача. Уже через 3 недели он одерживает победу на Чемпионате мира по триатлону в категории до 23 лет и получает предложение попробовать свои силы на Олимпийских Играх в Афинах в 2004 году.
Во взрослой категории дебютом для Хавьера стали соревнования в рамках Мирового кубка в Тхонъёне (Республика Корея) в 2004 г., где он занимает 4-е место. И всего лишь в возрасте 21 года принимает участие в своем первом Чемпионате Европы в Валенсии и Чемпионате мира в Мадейре — и в обоих случаях занимает 8-е место. Однако в силу различных противоречивых решений руководящих органов Хавьеру отказывают в участии в Олимпийских Играх.
В 2005 году, несмотря на триумфальное начало сезона, Хавьера вновь требуют вернуть лицензию, так как в состоянии его здоровья не произошло существенных изменений. На этот раз ему запрещено принимать участие и в соревнованиях на территории Испании, а также выступать за сборные других стран, иначе на них будут наложены санкции.
Несмотря на этот сложнейший момент в своей спортивной карьере, Хавьер продолжает тренироваться в надежде на разрешение своей ситуации.
В 2005 году ему удается поучаствовать в престижном частном соревновании во Франции, где ему не ставят никаких препятствий, — France Irontour. Здесь он может попробовать свои силы вместе с крупнейшими триатлетами мира — и Хавьер одерживает победу на всех 6 этапах.
В феврале 2006 года ему удается восстановить свою спортивную лицензию.
В 2006 году Хавьер побеждает на трех этапах в рамках мирового кубка (Мадрид, Гамбург, Канкун), занимает два вторых места (Иордания, Пекин) и одно третье (Канада). Таким образом, он становится первым испанцем, выигравшим Кубок мира, чемпионат Испании по триатлону, Irontour, а также престижное французское Гран-При Embrun.
В 2007 году Хавьер выигрывает чемпионат Европы, четыре этапа мирового кубка (Лиссабон, Манчестер, Венгрия, Пекин), занимает два вторых места (Мадрид и Австралия) и одно третье (Айова). Он снова завоевывает Кубок мира и завершает год лидером в мировом рейтинге и олимпийском зачете.
В 2008 году он завоёвывает первые места на этапах Кубка мира и на чемпионате Европы. Однако на Олимпиаде он занимает только 4-е место.
В 2008 году Хавьер Гомес становится послом Suunto и использует продукцию этой компании как во время соревнований, так и просто в ежедневных тренировках.